# Tapir de muntanya
El tapir de muntanya (Tapirus pinchaque) és la més petita de les quatre espècies de tapir i l'única que no viu en jungles tropicals en estat salvatge. És denominat Sacha Huagra en quítxua, danta cordillerana i danta lanuda en espanyol de Colòmbia, danta negra en espanyol de l'Equador i tapir de altura o gran bestia en espanyol del Perú.